# ماهی‌خورک شکم‌سفید
 ماهی‌خورک شکم‌سفید (نام علمی: Alcedo leucogaster) نام یک گونه از تیره ماهی‌خورک‌های رودخانه‌ای است.